# Hong Kong ai Giochi della XXXIII Olimpiade
Hong Kong ha partecipato ai Giochi della XXXIII Olimpiade, svoltisi a Parigi dal 26 luglio all'11 agosto 2024, con una delegazione di 34 atleti, 16 uomini e 18 donne, in 12 sport e 13 discipline.
I portabandiera alla cerimonia di apertura sono stati Cheung Ka Long e Siobhán Haughey.

## Medagliere

### Per disciplina
| Sport   | Oro | Argento | Bronzo | Totale |
| ------- | --- | ------- | ------ | ------ |
| Scherma | 2   | 0       | 0      | 2      |
| Nuoto   | 0   | 0       | 2      | 2      |
| Totale  | 2   | 0       | 2      | 4      |

### Medaglie
| Medaglia | Nome            | Sport   | Evento                           |
| -------- | --------------- | ------- | -------------------------------- |
| Oro      | Vivian Kong     | Scherma | Spada individuale femminile      |
| Oro      | Cheung Ka Long  | Scherma | Fioretto individuale maschile    |
| Bronzo   | Siobhán Haughey | Nuoto   | 200 metri stile libero femminili |
| Bronzo   | Siobhán Haughey | Nuoto   | 100 metri stile libero femminili |

### Statistiche

#### Medaglie per genere
| Sesso      | Oro | Argento | Bronzo | Totale |
| ---------- | --- | ------- | ------ | ------ |
| Uomini     | 1   | 0       | 0      | 1      |
| Donne      | 1   | 0       | 2      | 3      |
| Gare miste | 0   | 0       | 0      | 0      |

## Delegazione
| Sport            | Uomini | Donne | Totale |
| ---------------- | ------ | ----- | ------ |
| Atletica leggera | 1      | 0     | 1      |
| Badminton        | 2      | 4     | 6      |
| Canottaggio      | 1      | 0     | 1      |
| Ciclismo         | 1      | 2     | 3      |
| Ginnastica       | 1      | 2     | 3      |
| Judo             | 1      | 0     | 1      |
| Nuoto            | 0      | 1     | 1      |
| Scherma          | 1      | 6     | 7      |
| Taekwondo        | 2      | 2     | 4      |
| Totale           | 16     | 18    | 34     |